# Abdulla Koni
Abdulla Obaid Koni (in arabo عبد الله كوني‎?; 19 luglio 1979) è un ex calciatore senegalese naturalizzato qatariota, di ruolo difensore.

## Palmarès

### Club
- Qatar Crown Prince Cup: 5

Al-Sadd: 1998, 2003, 2006, 2007, 2008
- Campionato qatariota: 4

Al-Sadd: 1999-2000, 2003-2004, 2005-2006, 2006-2007
- Emir of Qatar Cup: 5

Al-Sadd: 1999-2000, 2000-2001, 2002-2003, 2004-2005, 2006-2007
- Champions League araba: 1

Al-Sadd: 2001
- Qatar Stars Cup: 1

Al-Sadd: 2010
- AFC Champions League: 1

Al-Sadd: 2011

### Nazionale
- Giochi asiatici: 1

2006